# Međunarodni filmski festival "Braća Manaki"
Međunarodni filmski festival  "Braća Manaki" je godišnji međunarodni makedonski filmski festival u organizaciji makedonske udruge filmskih profesionalaca (MFPA).
Festival se održava u Bitoli. To je grad, u kojem je bila većina aktivnosti aromunske braće Manaki - Janakija i Miltona. Oni su u Avdeli 1905. snimili prve filmove na Osmanskom Balkanu.  
Svake godine, Festival podržava Ministarstvo kulture Makedonije i predsjednik Republike Makedonije. Nagrada festivala zove se "Kamera 300", koja se daje najboljim filmovima po izboru festivalskog filmskog odbora. Organizatori pokušavaju dovesti poznate glumce, pa su gostovali: Michael York, Charles Dance, Victoria Abril, Daryl Hannah, Miki Manojlović, Catherine Deneuve i Isabelle Huppert.